# Setodes arenatus
Setodes arenatus là một loài Trichoptera trong họ Leptoceridae. Chúng phân bố ở miền Tân bắc.